# 幼年学校
幼年学校（ドイツ語: Kadettenanstalt, Kadettenschule）は、軍事教育を実施する中等教育機関。

## 日本

### 大日本帝国陸軍
- 東京陸軍幼年学校 - 東幼
- 大阪陸軍幼年学校 - 大幼
- 仙台陸軍幼年学校- 仙幼
- 名古屋陸軍幼年学校 - 名幼
- 広島陸軍幼年学校 - 広幼
- 熊本陸軍幼年学校 - 熊幼

### 大日本帝国海軍
日本海軍には陸軍の幼年学校に相当する機関は存在せず、旧制中学校修了者・卒業者が海軍兵学校に進学した。ただし、短期間のみ海軍兵学校予科が置かれていた。

## ドイツ

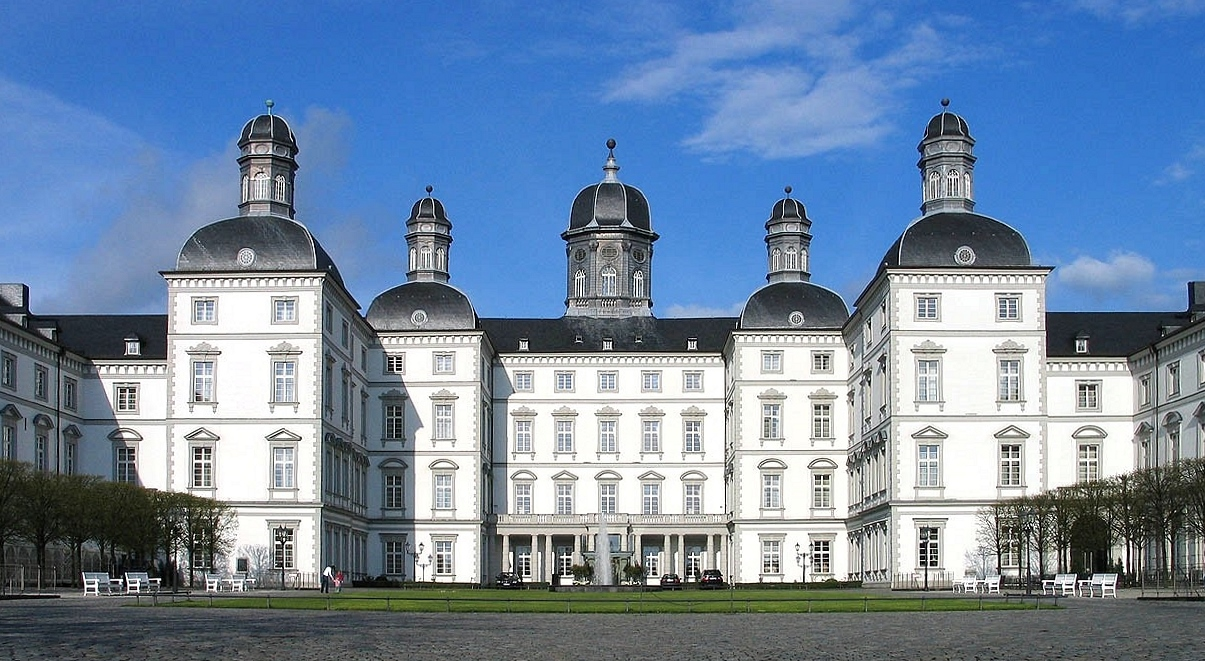
旧ベンスベルク陸軍幼年学校。

プロイセン王国時代にはコルベルク、ベルリン、マクデブルク、シュトルプ、クルム（ヘウムノ）、カリッシュ、プレーン、ケスリン、ポツダム、ベンスベルク、ナウムブルク、ワールシュタット（レグニツキエ・ポレ）、オラニエンシュタイン、カールスルーエなどに置かれた。
卒業生はベルリン・リヒターフェルデのプロイセン陸軍士官学校（Hauptkadettenanstalt）に進学し、更なる教育を受けた。

## フランス
17世紀に設立されたラ・フレーシュ陸軍幼年学校は世界最古の幼年学校であり、現在でもリセとして存続している。

## ロシア
- スヴォーロフ陸軍幼年学校（ロシア語版）
- ナヒーモフ海軍幼年学校
- ロシア国防省女子幼年学校（ロシア語版）
- モスクワ国家親衛隊大統領士官学校（ロシア語版）
- ドン士官候補生軍団（ロシア語版）
- モスクワ州立女子幼年学校（ロシア語版）
- サンクトペテルブルク士官候補生ロケット砲兵隊（ロシア語版）

## アメリカ
アメリカでは私立の幼年学校が各州の名望家によって設立・運営されている。退役佐官が校長を務めるのが通例で、退役将校を中心とする教官たちと共に、中産階級以上の出身（充実した教育を行うため、相当の学資を要する）かつ優秀な少年たちを全寮制で教育している。
著名な学校として、スタントン・ミリタリー・アカデミー（バージニア州スタントン、1860年設立）がある。
アメリカの私立の幼年学校は、帝国陸軍の陸軍幼年学校のように「ウェストポイント陸軍士官学校などへの優先入校権」を有する訳ではなく、「将校を志す少年のための私立中等学校」の位置付けである。